# Metacoptops fasciculata
Metacoptops fasciculata är en skalbaggsart som först beskrevs av Aurivillius 1911.  Metacoptops fasciculata ingår i släktet Metacoptops och familjen långhorningar. Inga underarter finns listade i Catalogue of Life.